# Historia del Archipiélago de Revillagigedo

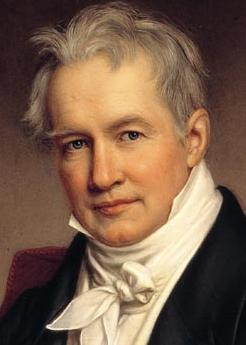
Alexander von Humboldt.

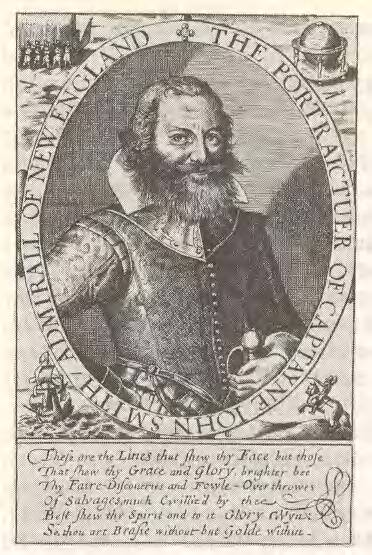
John Smith.

El Archipiélago de Revillagigedo, o Islas Revillagigedo, es un grupo de islas en el Océano Pacífico. Forman parte del estado mexicano de Colima y se localizan entre 720 y 970 km al oeste de Manzanillo. Las islas fueron nombradas en honor del conde de Revillagigedo, debido a la ilustre familia Revilla-Gigedo, Juan Vicente de Güemes Pacheco y Padilla, virrey de México y constante benefactor de Asturias y de Gijón.

## Descripción
Desde la época de La Colonia sucedieron una serie de acontecimientos que forjaron la historia del Archipiélago de Revillagigedo. El 21 de diciembre de 1533, Hernando de Grijalva, a bordo del barco “San Lázaro” descubrió una isla que no figuraba en sus cartas de navegación, ni en relación alguna. Le tomó cinco días acercarse y desembarcar. Al estar en tierra tomó posesión de esta isla en nombre del Rey de España, poniéndole por nombre “Santo Tomás”, hoy Socorro, en honor del santo que se festejaba ese día. Hacia el año 1541, Domingo del Castillo elaboró un mapa de Baja California, que incluye la Isla Santo Tomás. Este mapa se conservó en los archivos de la familia de Hernán Cortés, en México.

### Historia
En 1542 Ruy López de Villalobos, por encargo del Primer Virrey Antonio López de Mendoza, fue comisionado para comandar una exploración de las rutas hacia Oceanía. Durante el viaje descubrieron una isla y algunos peñascos. A la isla le pusieron por nombre “La Anublada”, hoy San Benedicto, y a los peñascos les dieron el nombre de Los Inocentes. En el verano de 1579, el pirata inglés Francis Drake -según su itinerario- estuvo en la Isla Santo Tomás. Martín Yánez de Armida, quien se encontraba en busca de oro en el año 1608, cambió el nombre de la Isla Santo Tomás por el de Isla Socorro en honor a su esposa, quien lo acompañaba en esa ocasión. Las islas Santa Rosa (actualmente Clarión) y Roca Partida fueron descubiertas por José Camacho, en 1779. En el año 1790, el Conde de Revillagigedo ordenó la ocupación de las islas y, poco después, en 1793, el Capitán James Colnett, marino inglés, fue capturado por un navío español en Isla Socorro mientras realizaba sondeos, colectaba organismos y levantaba cartas del lugar. Fue llevado prisionero a San Blas, ubicado en el actual estado de Nayarit, y fue liberado por el Conde de Revillagigedo. En agradecimiento, el capitán Colnett nombró al grupo de las cuatro islas Archipiélago de Revillagigedo, como se les conoce actualmente (Moller, 1988).
- A partir de entonces, se visitó con mayor frecuencia el archipiélago. El barón Alejandro de Humbolt, en 1811, publicó un documento y un mapa sobre las islas; en 1825, el Capitán Benjamín Morell visitó el archipiélago a bordo del barco norteamericano “Boston”; en 1839, el Capitán Edward Belcher fue al mando de las corbetas inglesas “Sulphur” y “Starling”, de este viaje surgió el trabajo “La botánica del viaje del H. M. S. Sulphur”, publicado en 1844. Años después, en 1848, el Teniente Reeve, a bordo del barco de guerra “Fortworth” de la Armada Inglesa, observó y registró una erupción del Volcán Evermann en la Isla Socorro.

- En 1862, se llevó a cabo una expedición comandada por Longinos Banda, a bordo del barco “María”, realizaron estudios de geología, flora y fauna del archipiélago, la cual fue auspiciada por el estado de Colima. El informe se publicó, en 1863, en el Boletín de la Sociedad Mexicana de Geografía y Estadística, siendo el primer estudio científico mexicano sobre las islas. El coronel del ejército de los Estados Unidos y ornitólogo, Andrew Jackson Grayson, realizó en 1865 un primer viaje a Isla Socorro y durante su segunda expedición, en 1867, naufragó y permaneció varios meses en la isla. A un sirviente de este se le debe el descubrimiento de un manantial, al que a partir de entonces se denominó Bahía Grayson.

- Poco después, en 1869, John Smith junto con un grupo de australianos y canadienses, establecieron en Isla Socorro un pequeño poblado, llevaron 100 borregos y 25 cabezas de ganado vacuno con autorización del gobierno de Colima. John Smith y el ganado vacuno perecieron, pero los borregos se propagaron por toda la isla, siendo los antecesores de los que la habitan en la actualidad.

- El primer levantamiento topográfico y descripción morfológica del archipiélago se realizó en 1874, por el Comandante George Dewey a bordo del “Narragansett”, y, en 1880, a bordo del “Hessler”, el Capitán Henry E. Nichols, obtuvo la primera colección de peces para el U.S. Coast and Geodesical Survey. En 1889, C. H. Townsend y C. H. Gilbert, a bordo del “Albatros”, realizaron estudios sobre flora y aves, específicamente albatros.